# Pierre-Théodore Bienaimé
Pierre-Théodore Bienaimé est un architecte français, né à Amiens le 11 janvier 1765, et mort à Paris le 14 décembre 1826.

## Biographie
Pierre-Théodore Bienaimé a été élève de l'Académie royale d'architecture. Il obtient le prix d'émulation pour un lazaret, le 5 septembre 1791. Il est l'élève de Julien-David Le Roy quand il est choisi, le 23 avril 1792, pour le prix d'émulation pour le dessin d'une maison pour un prince. L'Académie lui accorde un prix le 14 mai 1792, sur un programme de lycée. Le 16 avril 1793, l'Académie, après avoir vu les premières esquisses, choisi dix élèves acceptés à concourir pour les grands prix : Protain, Ritter, Bergognon, Le Vasseur, François, Vilmorin, Maximilien, Dubois, Dumanet et Bienaimé. À la demande des élèves, le 8 juillet, l'Académie décide que la remise des dessins pour les grands prix prévue pour le 23 juillet est retardée le 8 août. Le 5 août, la Convention nationale décide que les grands prix ne seront pas attribués.
À partir de 1793, il va faire partie de la Société populaire et républicaine des arts dont il a été un des présidents.

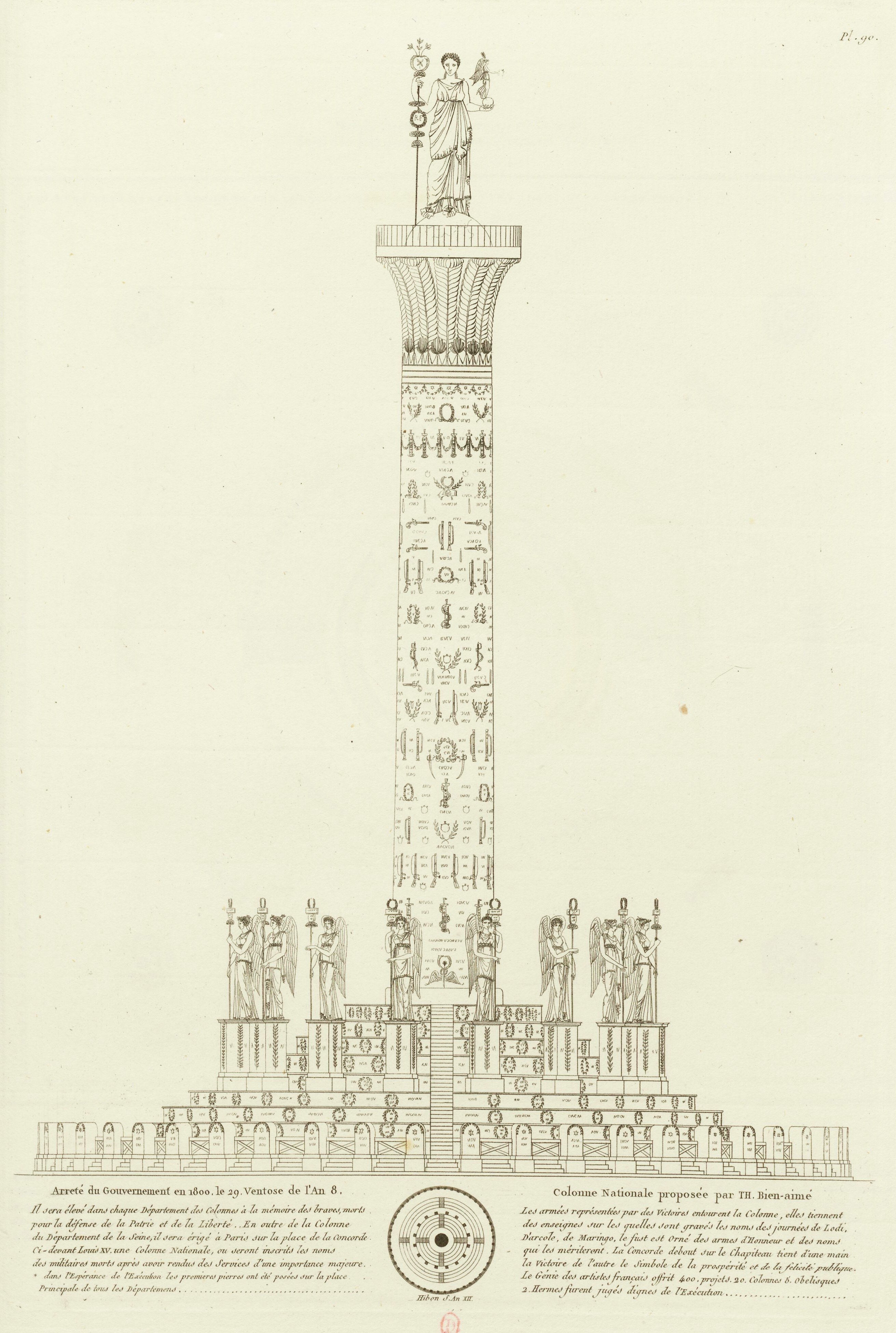
Projet de Colonne nationale proposé par Bienaimé, gravé par Athanase Détournelle

Il a emporté un concours pour la réalisation d'une colonne monumentale en l'honneur des victoires de la France à élever dans chaque département, mais ce projet est abandonné. Un début d'exécution a eu lieu à Paris, en 1800, place Vendôme.
En 1797, il reconstruit la salle Favart. En 1808, il suit à Lucques Élisa Bonaparte qui lui confie quelques changements et additions à son palais. Il reconstruit presque entièrement la villa royale de Marlia qu'elle venait d'acquérir du comte Orsetti.
Devenue Grande-duchesse de Toscane en 1809, Élisa Bonaparte amène Bienaimé à Florence. Elle aurait voulu lui faire aménager les appartements du palais Pitti mais Napoléon Ier s'y est opposé.
Il est revenu à Paris en 1810. On lui confie l'étude de plusieurs projets qui sont adoptés mais non réalisés.
Après 1815, on lui confie quelques réparations aux Thermes de Julien. Il est nommé inspecteur des bâtiments civils. En 1823, il est chargé de la restauration de l'église Saint-Germain-des-Prés mais il meurt d'un anévrisme trois ans plus tard.

## Élèves de Pierre-Théodore Bienaimé
- Louis Bruns (1784-après 1823), admis en 1805[4].
- Paul Turmeau (1772-1840), admis en 1797[5].
- Edmond Duponchel (1804-1864), admis en 1823[6].

## Publications
- Pierre-Théodore Bienaimé, Rapport sur quelques abus introduits dans la répartition et l'exécution des travaux publics, sur la nécessité et le moyen d'y remédier, Société républicaine des arts, 28 nivôse, an 3 de la république, 15 p. (lire en ligne)
- Pierre-Théodore Bienaimé, La vérité sur Pierre Vignon, ou Réponse à son écrit , par le rédacteur du Rapport fait au Comité d'instruction publique de la Convention nationale par la Société républicaine des arts, le 28 nivôse an III, Société républicaine des arts, 1795 (lire en ligne)